# Ofelia Manole

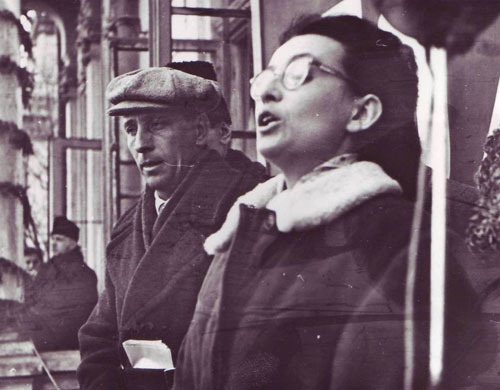
Candidata comunistă Ofelia Manole rostind un discurs în campania electorală de la Botoșani pentru alegerile din 1948.

Ofelia Manole, născută Zeidman (n. 1908, Reni, Imperiul Rus, acum în Ucraina - d. 1983, București) a fost o comunistă ilegalistă și un demnitar român de origine rusească și evreiască și care a ocupat mai multe funcții în aparatul de propagandă al PMR și PCR. Șefa secției Cultură a Comitetului Central, a fost adjuncta lui Leonte Răutu, denumit de "Raportul Tismăneanu" dictatorul culturii române.

## Biografie
Membră a Partidului Comunist din România (PCdR) din anul 1926, ajunge membră a CC al PCR și președinta UFDR (Uniunea Femeilor Democrate din România). A fost arestată de mai multe ori în perioada în care partidul comunist era în ilegalitate. După 23 august 1944 a deținut mai multe funcții, precum membru supleant al Comitetului Central (1948-1960), secretar general în Ministerul Sănătății sau adjunct al șefului Secției de Agitație și Propagandă a Comitetului Central. Ofelia Manole a fost deputat în Marea Adunare Națională în sesiunile (1948 - 1952) și (1952 - 1957).
Ofelia Manole a publicat în 1951, la Editura Tineretului, o broșură cu 37 de pagini dedicată lui Donca Simo.

## Decăderea
La plenara din 1958 a fost sancționată deoarece a luat poziție împotriva dependenței de Uniunea Sovietică. În același an a fost îndepărtată de la secția de Agitație și Propagandă. În 1960, la Congresul al-III-lea al Partidului Muncitoresc Român (devenit Congresul al-VIII-lea al Partidului Comunist Român în 1965) nu a mai fost aleasă în Comitetul Central. 

## Moartea
În 1983 a fost omorâtă în propria casă, asupra morții ei existând în epocă mai multe versiuni. Un militar din echipa de pază a ambasadei învecinate, aflat în stare avansată de ebrietate, a pătruns în casa ei și a împușcat-o. Nu a fost exclusă însă și varianta unui asasinat politic.

## Distincții
- Medalia „A cincea aniversare a Republicii Populare Române” (24 decembrie 1952) „pentru lupta și munca duse în vederea făuririi, consolidării și prosperării Republicii Populare Române”[4]
- Ordinul „23 August” clasa a IV-a (12 august 1959) „pentru îndelungată activitate în mișcarea muncitorească, pentru contribuția activă la răsturnarea dictaturii militaro-fasciste și instaurarea regimului democrat-popular, pentru merite deosebite în opera de construire a socialismului”[5]
- Medalia „40 de ani de la înființarea Partidului Comunist din Romînia” (6 mai 1961) „pentru activitate îndelungată în mișcarea muncitorească și merite în opera de construire a socialismului”[6]
- titlul de Erou al Muncii Socialiste și medalia de aur „Secera și ciocanul” (4 mai 1971) „cu prilejul aniversării a 50 de ani de la constituirea Partidului Comunist Român, [...] pentru activitate îndelungată în mișcarea muncitorească și merite deosebite în opera de construire a socialismului în patria noastră”[7]
- Ordinul „23 August” clasa I (23 ianuarie 1978) „pentru activitate îndelungată în mișcarea muncitorească și contribuția adusă la înfăptuirea politicii partidului și statului de făurire a societății socialiste multilateral dezvoltate în patria noastră”[8]